# Athetis bremusa
Athetis bremusa là một loài bướm đêm trong họ Noctuidae.